# Sala Zero
Sala Zero és una sala de concerts i discoteca de la demarcació de Tarragona, amb una mitjana anual de 90 concerts, l'actuació de més de 130 artistes i l'assistència de més de 10.000 persones per temporada. Al seu escenari han actuat grups com Raimundo Amador, Mishima, Albert Pla, Muchachito, Reincidentes, Bigott, Eilen Jewel, Los Coronas, Jeremy Jay o French Films, entre d'altres. Ubicada al Carrer Sant Magí número 12 i té un aforament de 400 persones.

## Nominacions
- Nominada als Premis ARC 2015 a "Millor Programació de Sala de Concerts"
- Nominada als Premis ARC 2014 a " Millor programació d'espai musical"